# 조지프 파인스
조지프 파인스(Joseph Fiennes, 1970년 5월 27일 ~ )는 잉글랜드의 배우이다.

## 출연 작품
- 에너미 앳 더 게이트 - 다닐로프 역
- 킬링 미 소프트리 - 아담 역
- 더스트
- 레오 - 스티븐 역
- 신밧드 - 7대양의 전설 - 프로테우스 역
- 셰익스피어 인 러브
- 베니스의 상인 - 베사니오 역
- 굿바이 만델라
- 허큘리스 - 에우리스테우스 왕 역

### 드라마
- 핸드메이즈 테일 시즌 1 - 프레드 워터폴드 역